# ¿Estamos cambiando el planeta?
¿Estamos cambiando el planeta? y ¿Cómo podemos salvar el planeta? (títulos originales Are We Changing Planet Earth? and Can We Save Planet Earth?) son dos programas de televisión presentados por David Attenborough que en conjunto forman un documental sobre el calentamiento global. Se retransmitieron por primera vez en Reino Unido el 24 de mayo y el 1 de junio de 2006, respectivamente.
Estos dos programas, producidos en colaboración por Discovery Channel y Open University, forman parte de una temporada temática de la BBC titulada «Caos Climático». Fueron dirigidos por Nicolas Brown y producidos por Jeremy Bristow. La música, por su parte, fue compuesta por Samuel Sim.
Attenborough intercaló este proyecto entre sus series «Life»; en concreto, Life in the Undergrowth y Life in Cold Blood. Además, fue en ese periodo cuando el naturalista participó en la narración de Planet Earth. 

## Antecedentes
Attenborough ha admitido su escepticismo inicial acerca de que los seres humanos fueran los principales responsables del calentamiento global, pero llegó un momento  en el que, según ha afirmado él mismo, las pruebas eran demasiado abrumadoras como para ignorarlas. Más concretamente, se convenció al ver los gráficos realizados por climatólogos en los que estos demostraban la conexión entre el aumento de las temperaturas y los niveles de dióxido de carbono (CO2) en la atmósfera y el crecimiento de la población y la industrialización:  
Entendí con claridad que esto no era parte de una oscilación climática normal por la que estaba atravesando el planeta Tierra sino que era algo más.
A lo largo de su carrera televisiva, Attenborough había evitado hacer referencias específicas al impacto de la acción humana en los ecosistemas, puesto que consideraba que su papel se limitaba al de mero presentador de programas sobre historia natural. Sin embargo, su postura cambió a raíz de la emisión del último episodio de The Living Planet (1984), dedicado al hábitat terrestre y su destrucción por parte del ser humano. A partir de ese momento Attenborough comenzó a hablar más abiertamente sobre el tema. State of the Planet, un programa divivido en tres episodios que se emitió en el año 2000, y la última entrega de The Life of Mammals (2002), que trataba sobre la evolución del Homo Sapiens y la sobrepoblación posterior, abordaron el tema de forma explícita. Attenborough ha reconocido que el tono empleado en los programas de «Climate Chaos» fue más directo que el de la mayoría de aquellos en los que había aparecido anteriormente:        
Es cierto que estos programas sobre el cambio climático son diferentes. Con anterioridad había hecho programas sobre historia natural mientras que en la actualidad he asumido una postura comprometida. En primer lugar, estoy convencido de que el cambio climático es real y que la actividad humana es su principal causa. De ahí que me alegre que la BBC quiera una declaración clara acerca de las pruebas de por qué se producen estas dos circunstancias.
Aunque ambos programas ofrecen la versión más personal de Attenborough acerca del calentamiento global, el presentador sustenta sus argumentos con aportaciones de destacados científicos y climatólogos. La primera entrega ahonda en los efectos y las causas más probables del fenómeno así como en el posible resultado si la situación sigue sin control. En cuanto a la segunda, mira al futuro con más detalle y discute las medidas de mitigación que se pueden adoptar. Se recurre a la computación gráfica para ilustrar la manera en que la actividad diaria de los seres humanos está contaminando la atmósfera.                                                                

## Are We Changing Planet Earth?
Este es nuestro planeta, el planeta Tierra. Lo conforman una asombrosa variedad de paisajes y climas. Desde que la vida empezó, hace unos 4,000 millones de años, el clima y las especies que en él habitan han sido objeto de importantes cambios. Pero ahora parece que nuestro planeta está sumido en un proceso de transformación a causa, no de fenómenos naturales, sino de las acciones de una especie: la humanidad. 
- Narración de apertura de David Attenborough

### Efectos
«…El hombre tiene un control sin precedentes sobre el mundo y sobre todo lo que hay en él. Por lo tanto, le guste o no, lo que pase después depende mayoritariamente de él», Attenborough señala que cuando pronunció esas palabras no tenía ni idea de que el hombre podría haber desatado fuerzas que están alterando el clima de la Tierra en el momento presente. El naturalista pone el foco en varias catástrofes meteorológicas y climatológicas: el Huracán Katrina, el colapso de los glaciares en Groenlandia, la sequía del río Amazonas, incendios forestales en Australia y uno de los veranos más calurosos de Europa, que causó 27.000 muertes. Con estas catástrofes como trasfondo, Attenborough se pregunta si es posible que exista alguna conexión entre ellas. Se trata de una cuestión que científicos de todo el mundo han puesto sobre la mesa, al establecer una correlación entre el cambio climático y el ascenso medio de las temperaturas. La temperatura media global ha aumentado tan solo 0,6 °C desde el año 1900, pero esto es solo una cifra media. El Ártico, por ejemplo, se ha calentado hasta 3 °C. Este ascenso amenaza a todo su ecosistema, como así se desprende del estudio sobre la población de osos polares en la región. Los investigadores han observado que en los últimos 25 años el número de ejemplares ha disminuido en una cuarta parte. Además, cada año, el hielo del Ártico se derrite tres semanas antes. El deshielo se acelera a un ritmo sin precedentes: en el sur de Groenlandia, la cantidad de hielo que fluye hacia los océanos se ha duplicado en una década, lo que ha provocado el aumento del nivel del mar. La subida de las temperaturas empeora la situación, puesto que provoca la expansión de los océanos. Cuando el Huracán Katrina golpeó Nueva Orleans, las temperaturas marítimas del Golfo de México y del Océano Atlántico registraron la temperatura más alta de la historia. Además, la temporada de huracanes del 2005 fue la peor de la historia. Los científicos que han estudiado climas tan adversos como estos advierten de que los huracanes en la zona serán más intensos, más destructivos y posiblemente mas frecuentes. Asimismo en 2005, la región del Amazonas sufrió su peor sequía en 60 años, destruyendo poblaciones de peces locales. Seis meses después, los árboles todavía no se habían recuperado. La temperatura de los mares en el Atlántico, más cálida de lo normal, ha provocado que se interrumpa la lluvia en el bosque y, debido a causas similares, los arrecifes de coral también están en riesgo, lo que lleva al fenómeno de blanqueo del coral.                                                                                                                                                                                                                                                                                                                                 

### Causas
Attenborough destaca que la temperatura de la Tierra ha fluctuado, por causas naturales y mucho antes de que llegaran los humanos, durante millones de años. Ahora bien, el dióxido de carbono adicional es responsable del incremento del efecto invernadero. Cuando se queman combustibles fósiles, como el carbón, el fueloil o el gas natural, las emisiones de carbono se combinan con oxígeno y espesan aún más la “manta” atmosférica de la Tierra, lo que provoca el calentamiento del planeta. A partir del análisis de los testigos de hielo se puede obtener información de miles de años atrás. La comparación de los niveles de dióxido de carbono pone de manifiesto que los del presente son mucho más elevados que los del pasado. Los científicos entrevistados están convencidos de que los humanos son los responsables.

### El futuro
Los científicos no pueden predecir con exactitud los cambios en el clima, pero pueden anticipar la probabilidad de que ocurran. Attenborough visita la Met Office en Exeter para conocer sus conclusiones. Sus hallazgos incluyen varios factores y tienen en cuenta tanto el cambio climático natural como las emisiones de dióxido de carbono provocadas por el hombre. Un gráfico muestra que hasta 1970, la variación en la temperatura de la Tierra era provocada mayoritariamente por anomalías inherentes, pero desde entonces se observa un ascenso que solo puede explicarse como consecuencia de la actividad humana. Un modelo informático indica que, por ejemplo, la ola de calor en Europa de 2003, un episodio de calor que en la actualidad tiene una recurrencia de una vez cada 200 años, se registrará en veranos alternos en 2040, y en 2080 será considerado como clima frío.

Attenborough está completamente convencido:
«Todos estamos involucrados en esto: toda nuestra vida está estructurada alrededor del uso de combustibles fósiles. Me preocupa pensar que, con mis viajes por el mundo para tratar de captar la complejidad y la belleza de nuestro planeta, he contribuido personalmente al cambio climático. Como reconocí cuando presenté La vida en la tierra años atrás, somos una especie flexible e innovadora y tenemos la capacidad de adaptar y modificar nuestro comportamiento. Sin duda, urge hacerlo si pretendemos combatir el cambio climático. Es el mayor reto que hemos afrontado hasta el momento».

## ¿Podemos salvar la tierra? ¿Sí o no?

### Cambios posibles
Attenborough comienza el segundo programa con una predicción sobre cuáles serán los fenómenos meteorológicos del futuro para, a continuación, advertir que lo que pueda pasar en los próximos años es crucial. La BBC predice que la temperatura "normal" en verano en el Reino Unido será de 38 °C en 2050. Se estima, además, que la temperatura media del planeta aumentará entre 1,4 y 5,8 grados Celsius el próximo siglo. «Dicho de otra manera», afirma Attenborough, «el impacto del cambio climático será entre severo y catastrófico». Tras esto se invita al naturalista a ver una película que ilustra los cambios regionales que se producirán en los próximos 100 años. Por ejemplo, aunque en el sur de Inglaterra un aumento de 2 °C pueda parecer poco, esto no es todo. También está previsto que las precipitaciones sean más intensas y que las tormentas sean cinco veces más frecuentes que en la actualidad. Esto hace que haya más probabilidad de que fenómenos extremos como la inundación de Boscastle en 2004 se vuelvan a repetir. Pronto las estrategias para hacer frente a casos de lluvias y vientos fuertes no serán suficientes. Incluso el devastador paso del huracán Katrina es descrito como «no particularmente poderoso». Tras haber registrado su año más caluroso, en Australia se necesita un nuevo enfoque para combatir los incendios forestales. Si la selva tropical del Amazonas desapareciera, no sólo se perdería un ecosistema entero, sino también una manera valiosa de enfriar el planeta. Mientras tanto, el deshielo de los glaciares continúa: un científico revela que en las dos décadas precedentes se ha perdido una superficie del tamaño de Texas. Attenborough es informado de que, debido a la acción humana durante los últimos 25 años, un aumento de 2 °C es inevitable mientras que está en nuestras manos el evitar o no que dicho aumento sea de 6 °C. 

### Contaminación antropogénica
Los seres humanos emiten 25 mil millones de toneladas de dióxido de carbono al año, de las que más de la mitad provienen de actividades diarias. Attenborough ilustra lo que esto significa a través de «Los Carbons», una familia ficticia de clase media que vive en una casa residencial en una ciudad occidental cuyos miembros cubren sus necesidades energéticas mediante combustibles fósiles. Tal y como señala Attenborough , «Los Carbons»  no son malas personas, pero como muchos otros occidentales, llevan un estilo de vida que supone un elevado consumo energético: tienen dos vehículos, cada uno de los cuales emite 10 toneladas anuales de CO2; el consumo energético necesario para abastecer su vivienda y las comodidades a las que no renuncian asciende a una cifra similar. Buena parte de su abundante suministro alimentario cruza el continente antes de llegar a su cocina, lo que equivale a una décima parte de sus emisiones anuales. Aun así, producen incluso más con sus desechos, que depositan en un vertedero que emite gases de efecto invernadero al descomponerse y calentarse. Los viajes de trabajo en avión que realiza el señor Carbon contribuyen al aumento de la fuente de CO2 de mayor crecimiento. El total combinado de contaminación atmosférica anual de «Los Carbons» es de 45 toneladas.
Junto a «Los Carbons», Attenborough nos presenta al señor y la señora Tan, otra pareja ficticia residentes en un típico suburbio chino. En la actualidad, su consumo energético supone una séptima parte del de «Los Carbons». Sin embargo, esta situación está cambiando. Con el progresivo incremento de su producción industrial, se prevé que las emisiones de China superen las de occidente. Desde 2006 y por un periodo de siete años, el país puso en funcionamiento cada semana una enorme central eléctrica alimentada por carbón.

### Reducción de emisiones
El objetivo es detener las emisiones respecto del nivel actual:
- Soluciones para reducir las emisiones de gases en el hogar:
  - Disminuir la temperatura de la calefacción en dos grados
  - Apagar el televisor y otros electrodomésticos similares en lugar de dejarlos en modo «standby»
  - Reciclar los residuos orgánicos para producir fertilizantes
  - Consumir productos locales para reducir el transporte
  - Utilizar iluminación de bajo consumo
  - Mejorar el aislamiento térmico de las viviendas

- Sustituir los vehículos de combustión por coches eléctricos
- Utilizar el transporte público
- Triplicar la energía nuclear del mundo
- Aumentar el uso de las energías renovables, como la energía solar o la energía eólica
- Revertir las emisiones por debajo del lecho marino

La sociedad en su conjunto es cada vez más consciente de los efectos del cambio climático y de la necesidad de que cada persona contribuya con su granito de arena para detenerlo. Si los casquetes polares de Groenlandia llegaran a derretirse, el mar inundaría buena parte de Gran Bretaña, incluida la ciudad de Londres. Haría falta tan solo un aumento del nivel del agua de 5 metros para inundar gran parte de Florida y dejar a Miami a 50 millas de la costa. Un diluvio similar arrasaría Bangladesh, dejándolo fuera del mapa. A nivel mundial, 150 millones de personas podrían ser desplazadas en los próximos 50 años.
En el pasado no entendíamos el efecto que tienen nuestras actividades diarias. Sin saberlo, sembramos el viento y ahora, literalmente, estamos cosechando el torbellino. Pero ya no tenemos excusa: ahora somos conscientes de las consecuencias de nuestros actos. Ahora debemos actuar para recomponerlo de manera individual o colectiva; a nivel nacional o internacional; de lo contrario, condenaremos a las generaciones futuras a la catástrofe.
-David Attenborough, a modo de conclusión.

## DVD
Eureka Video lanzó un DVD de región 2, en el que se incluyen los dos documentales y que se tituló The Truth about Climate Change (EKA40264), el 23 de junio de 2008.

## Documentales relacionados
- Una verdad incómoda: una película que muestra de la mano de Al Gore el calentamiento global y en el que se sostiene que los humanos son la causa del cambio climático.
- La hora 11: un documental del 2007, creado, producido y narrado por Leonardo DiCaprio, sobre el estado del entorno natural.